# 四方博
四方 博（しかた ひろし、1900年1月2日 - 1973年5月13日）は、日本の経済学者。専門は朝鮮社会経済史。

## 生涯

### 戦前
1900年、神戸市で生まれた。東京帝国大学経済学部を卒業後、同大学助手として採用され勤務。1924年に京城高等商業学校講師として朝鮮半島に赴任。経済学研究のため欧米に研究留学をした後、1926年に京城帝国大学に法学部が創設されると助教授となった。大学では、経済学第一講座を担当した。1928年には、京城帝国大学に「朝鮮経済研究所」を付設し、資料の収集と整理にあたった。1930年、京城帝国大学教授に昇格。

### 戦後
1945年の太平洋戦争終結にともない日本に帰国。1947年に愛知大学教授に就いた。名古屋大学法経学部の創設に関わり、1948年より名古屋大学法経学部教授となった。1952年には、名古屋大学経済学部長を務めた。1961年、岐阜大学学長に就任。1969年からは愛知県立大学学長を務めた。
学界では、1965年から1968年まで日本学術会議会員に選出された。日朝協会愛知県連合会初代会長、愛知県原水協理事、日本平和委員会全国理事などを務めて左翼運動にも積極的に関与した。1973年に死去。

## 受賞・栄典
- 1971年：勲二等旭日重光章を受章[1]。

## 研究内容

### 経済史研究
- 朝鮮史研究の黎明期にあって、文学部出身の朝鮮史研究者が次第に増加していった中で、四方は経済学部出身で朝鮮社会経済史を本格的に研究した最初期の研究者である。
- 京城帝国大学付設「朝鮮経済研究所」に収集した資料や、朝鮮王朝の文書を引き継いだ「奎章閣文庫」の資料を駆使しながら、朝鮮半島における資本主義形成史・人口論・家族制度・郷約の慣習などに関する多数の論文を発表していった。とくに、朝鮮の戸籍に関する研究で知られる。

### 四方博文庫
- 東京経済大学の創立110周年に当たる2009年度に、「四方博文庫」として旧蔵書は寄贈された。(同大学には、四方が京城帝国大学に勤務した際、同経済学研究所助手であった櫻井義之が寄贈した「櫻井義之文庫」があり、共に貴重な朝鮮関係文献のコレクションとなっている。)

## 評価
- 戦後の日本社会からは朝鮮植民地支配に消極的な「良心的な教授」であり、朝鮮社会経済史研究で著しい業績を残したと評価されている[6]。
- 現代の韓国の研究者からは、アジアと朝鮮が日本の国力により停滞の悪循環から脱却できるという朝鮮の植民史観（朝鮮語版）の強調やそこから脱却して近代化するために日本の役割を強調することで、日本の侵略を正当化したと指弾されている[6]。論文「朝鮮における近代資本主義の成立過程」『朝鮮社会経済史研究』（1933年）や論文「旧来の朝鮮社会の歴史的性格について」『朝鮮学報』（1・2・3集、1946年、1947年）などで朝鮮社会は歴史的な発展のみられない停滞社会であり、朝鮮が近代化するためには日本の資本が必要だとして資本主義の過程を2つに分類する。1つはヨーロッパにみられる自国の国力によって資本主義が成立するものであり、もう1つは朝鮮のように外国の資本によって資本主義が展開することである[6]。四方によると、「朝鮮の資本主義化は外国の資本と、外国人の技術能力によって純粋に他律的に成立したものであり、その理由は開港当時の朝鮮内には自生的な資本の蓄積も、企業的な精神もなく、資本主義の形成を希望する事情とそれを実現させる条件を皆欠いていたからだ」として[6]、結果的に、朝鮮の近代化のための日本の役割が強調され、日本は朝鮮に近代的な産業、インフラストラクチャー、学校、鉄道などを敷設して朝鮮の近代化を助けたことになり侵略と収奪が隠蔽されたとする[6]。

## 家族・親族
- 妻：四方れい(旧姓佐々木)（1902-1980）洋画家、春陽会会員[7][8]。
- 息子：しかたしん（1928-2003）児童文学作家・劇作家[9]。
- 娘：栗本伸子。四方博文庫の蔵書寄贈者。

## 著作

### 著書
- 『李朝時代の都市と農村とに關する一試論:大丘戸籍の觀察を基礎として』
- 『市場を通じて見たる朝鮮の経済』
- 『李朝人口に関する一研究』
- 『朝鮮に於ける近代資本主義の成立過程:その基礎的考察』刀江書院, 1933年
- 『李朝人口に関する身分階級別的観察』1938年
- 『朝鮮経済の史的発展』(講演),東亜経済懇談会朝鮮委員会,1944年
- 『朝鮮・中国の民族運動と国際環境』(アジア・アフリカ国際関係史叢書),巌南堂書店,1967年
- 『朝鮮社会経済史研究』国書刊行会,1976年